# 萊茲阿克雷斯 (科羅拉多州)
萊茲阿克雷斯（英語：Lazy Acres）是位於美國科羅拉多州圓石縣的一個人口普查指定地區。

## 地理
萊茲阿克雷斯的座標為40°05′35″N 105°19′58″W / 40.09306°N 105.33278°W，而該地最高點為海拔高度2137米（即7000英尺）。

## 人口
根據2010年美國人口普查的數據，萊茲阿克雷斯的面積為13.7平方千米，均為陸地。當地共有人口920人，而人口密度為每平方千米67人。